# Rimsko-etruščanske vojne
Rimsko etruščanske vojne, znane tudi kot etruščanske vojne ali etruščansko rimske vojne, so bile niz vojn med starim Rimom (v kraljevskem in republikanskem obdobju) in Etruščani. Informacije o mnogih vojnah so omejene, zlasti tistih v zgodnjem obdobju rimske zgodovine in so v veliki meri znane le iz starodavnih besedil. Osvojitev Etrurije je bila dokončana v letih 265–264 pr. n. št.

## Periodizacija
Na podlagi tradicionalne pripovedi o strmoglavljenju rimske monarhije leta 509 pr. n. št., v kateri so Rimljani izgnali etruščansko dinastijo Tarkvinijev in ustanovili Rimsko republiko, nekateri zgodovinarji postavljajo začetek rimsko-etruščanskih vojn v približno 509 pr. n. št. Drugi zgodovinarji, kot je Brice (2014), poudarjajo, da je v starodavnih virih o etruščanskih vojnah ohranjenega le malo: čeprav je bilo mogoče razbrati "splošni potek vojne", je nemogoče rekonstruirati neprekinjeno pripoved. Trdil je, da so se vojne zgodile tako zgodaj v rimski zgodovini, da so "obsežni elementi pripovedi oviti v mitologijo in jih je treba močno zmanjšati. Tit Livij je naš najbolje ohranjeni vir za to zgodnje obdobje, vendar je pisal štiri stoletja po dogodkih in se opiral na vire, ki so bili zabeleženi vsaj dve stoletji po dogodkih, ki so jih opisovali. Začetek etruščanskih vojn je postavil v leto 483 pr. n. št. s prvo od treh rimskih vojn z etruščanskim mestom Veiji.
Podobno je Amanda Grace Self (2016) izjavila, da "rimske etruščanske vojne niso bile preprost proces širjenja na ozemlja, naseljena z barbari", ampak kompleksna serija različnih konfliktov skozi stoletja: "Rimljani niso imeli pojma o načrtovani, poenoteni vojni proti etruščanskemu ljudstvu. Namesto tega so bili vojaški podvigi proti mestnim državam Etrurije ločene reakcije na vrsto posameznih dejavnikov in dogodkov. Sami Etruščani se nikoli niso združili v obsežno vojno proti naraščajoči moči Rima." Namesto enega samega dogodka je zapisala, da je geografska bližina Rimljanov in Etruščanov kot sosedov, ki so prebivali na nasprotnih bregovih reke Tibere, naravno vodila v konflikte zaradi virov (kot so soline ob izlivu Tibere) in trgovskih poti na tem območju, vključno z reko samo za plovbo. Običajno so se konflikti začeli z manjšimi etruščanskimi vpadi na rimsko podeželje in so se pogosto končali z obleganjem mest na obeh straneh.
Obstaja tudi nesoglasje o tem, kdaj so se etruščansko-rimske vojne končale, pri čemer Kohn (2013) kaže na plenjenje Volsinijev leta 264 pr. n. št. Brice (2014) je trdil, da je rimska osvojitev Caereja leta 273 pr. n. št. pomenila dejanski konec vojn, čeprav je dodal, da je bil upor Falerijev leta 241 pr. n. št. "zadnji vzdihljaj". Medtem ko je Margaret Sankey (2002) datirala rimsko-etruščanske vojne od približno 509 do 234 pr. n. št., je izjavila, da je Hasdrubalov poraz v dolini Metaurja leta 209 pr. n. št. končal dolgoletno rivalstvo med Etruščani in Rimljani.

## Vojna s Fidenami in Veji pod Romulom
V 8. stoletju pr. n. št., med vladavino prvega rimskega kralja, Romula, so se Fidenati (etruščansko pleme in mesto) odločili zatreti Rim kot prihodnjo grožnjo in začeli pustošiti njegovo ozemlje, čemur se je Romul uprl tako, da je odkorakal proti Fidenam in se utaboril miljo stran. Postavil je zasedo v grmovju, preostalo vojsko pa je pripeljal do vrat Fiden, da bi jih izzval, naj zapustijo mesto. Ko so Fidenati videli videz nereda, so se odpravili v zasledovanje in padli v zasedo. Romulove čete so se obrnile, Fidenate pognali skozi njihova vrata tako blizu, da jih niso mogli zapreti in zavzeli mesto.
Veienti so bili zaskrbljeni zaradi razmer s Fidenami, tako zaradi bližine Veijev kot zaradi njihovega sorodstva s Fidenati (ki so bili prav tako Etruščani) in so zato sprožili vdor na rimsko ozemlje. Ko so to storili, so se Veienti vrnili v Veije s svojim plenom. Romul in rimska vojska sta jih zasledovala in se z Veienti spopadla v bitki pred obzidjem Veijev. Rimljani so zmagali in Veienti so pobegnili v mesto. Rimljani, ki niso imeli moči, da bi mesto zavzeli z naskokom, so namesto tega opustošili njihove dežele. Veienti so prosili za mir in sklenjena je bila sto let trajajoča pogodba, po kateri so Veienti Rimljanom dali del svojega ozemlja.
V drugi vojni s Fidenami in Veji v 7. stoletju (glej spodaj) Livij opisuje Fidene kot rimsko kolonijo. Morda je bila tam ustanovljena kolonija po porazu Romula.

## Druga vojna s Fidenami in Veji, pod Tulom Hostilijem
V 7. stoletju pr. n. št., med vladavino tretjega rimskega kralja, Tula Hostilija, so Fidenati in Veienti ponovno šli v vojno z Rimom. Po Liviju jih je k vojni spodbudil Mecij Fufecij, diktator mesta Alba Longa, ki ga je Rim premagal in je postal v bistvu njegov vazal.
Fidenati so se odkrito uprli Rimu. Tul je poklical Mecija in njegovo vojsko iz Alba Longe in skupaj z rimsko vojsko odkorakal proti Fidenam. Rimska in albanska vojska sta prečkali reko Anio in se utaborili blizu sotočja Anie in Tibere. Vojska Veijev je prav tako prečkala Tiber in skupaj s Fidenati oblikovala bojne linije ob reki, Veienti najbližje reki in Fidenati najbližje goram. Rimsko-albanska vojska se je postavila nasproti njim, Rimljani proti Veientom in Albanci proti Fidenatom.
Bitka se je začela. Vendar pa sta se Mecij in albanske čete počasi premikali proti goram, z namenom dezertiranja. Tul je spodbujal svoje čete in jim govoril, da se je albanska vojska premaknila po njegovih ukazih. Fidenati, ki so bili rimski kolonisti in so razumeli latinščino, so slišali, kaj je Tul rekel o Albancih in se bali, da bi albanska vojska napadla z zadnje strani: zato so pobegnili iz bitke. Rimljani so nato premagali Veiente.

## Vojna z Etruščani pod Servijem Tulijem
V 6. stoletju pr. n. št. je po Liviju šesti rimski kralj Servij Tulij šel v vojno z Veiji (po izteku prejšnjega premirja) in z ostalimi Etruščani. O vojni je malo povedanega, razen da je bil kralj izrazit po svoji hrabrosti in sreči, da je premagal veliko vojsko Etruščanov in Veientov ter da mu je vojna pomagala utrditi položaj v Rimu, saj je šele pred kratkim postal kralj. Livij, 1:42 Po Fasti Triumphales je Servij praznoval tri rimske triumfe nad Etruščani, vključno s 25. novembrom 571 pr. n. št. in 25. majem 567 pr. n. št. (datum tretjega triumfa ni čitljiv na Fasti).
Livij poroča, da je med vladavino Servijevega naslednika Tarkvinija Superba Rim obnovil pogodbo z Etruščani. Livij, 1:55 Ni jasno, katera prejšnja mirovna pogodba je bila obnovljena.

## Vojna z Veiji in Tarkviniji po strmoglavljenju monarhije leta 509 pr. n. št.
Leta 509 pr. n. št. je bila rimska monarhija strmoglavljena in republika se je začela z izvolitvijo prvih rimskih konzulov. Odstavljeni kralj Lucij Tarkvinij Superb, čigar družina je izvirala iz Tarkvinijev v Etruriji, je pridobil podporo mest Veiji in Tarkviniji, pri čemer je prvim spomnil na njihove redne izgube v vojni in zemljiščih rimski državi, drugim pa na svoje družinske vezi. Vojski obeh mest sta sledili Tarkviniju v bitko, vendar ju je rimska vojska premagala v bitki pri Silvi Arsiji. Livij, 2.6–7 Konzul Valerij je zbral plen premaganih Etruščanov in se vrnil v Rim, da bi 1. marca 509 pr. n. št. praznoval triumf.
Livij piše, da se je pozneje leta 509 pr. n. št. Valerij vrnil, da bi se boril proti Veientom. Ni jasno ali je to nadaljevanje bitke pri Silvi Arsiji ali pa je šlo za nov spor. Prav tako ni jasno, kaj se je zgodilo v tem sporu. Livij, 2.8

## Vojna s Kluzijem leta 508 pr. n. št.
Tarkvinij, ki mu ni uspelo ponovno pridobiti prestola s pomočjo svojih zaveznikov iz Tarkvinijev in Veijev, je nato leta 508 pr. n. št. poiskal pomoč Larsa Porsene, kralja Kluzija. Kluzij je bil takrat močno etruščansko mesto. Livij, 2.9
Rimski senat je slišal za približevanje Porsenove vojske in se je bal, da bi prebivalci Rima iz strahu spustili sovražnika v mesto. Zato je senat sprejel številne ukrepe za krepitev odločnosti prebivalstva, vključno z nakupom žita od Volskov in iz Kume (Cumae), nacionalizacijo licenc za prodajo soli (ki je bila takrat draga) in oprostitvijo nižjih slojev davkov in pristaniških dajatev. Ukrepi so bili uspešni in razpoloženje prebivalstva se je obrnilo proti sovražniku.
Porsena in njegove sile so napadle Rim. Ko so se njegove čete valile proti Ponsu Subliciusu, enemu od mostov čez Tibero, ki je vodil v mesto, je Publij Horacij Kokles skočil čez most, da bi zadržal sovražnika, kar je Rimljanom dalo čas, da uničijo most. Pridružila sta se mu Tit Herminij Akvilin in Spurij Larcij. Herminij in Larcij sta se umaknila, ko je bil most skoraj uničen. Horacij je počakal, dokler most ni padel, nato pa je preplaval reko pod sovražnikovim ognjem. Horaciju so postavili kip v comitiumu, skupaj z zemljo na javne stroške in tudi zasebnimi nagradami.
Ker napad ni bil uspešen, se je Porsena nato odločil blokirati mesto. Ustanovil je garnizijo na griču Janiculum, blokiral rečni promet in pošiljal roparske skupine v okoliško podeželje.
Med obleganjem je konzul Valerij zvabil skupino kluzijske vojske s čredo goveda, ki so jo pognali skozi Esquilinska vrata . Titu Herminiju je bilo ukazano, naj čaka ob cesti Via Gabina, dve milji od Rima. Spurius Larcius je bil postavljen z vojaki znotraj Collinskih vrat; konzul Titus Lucretius Tricipitinus je čakal z vojaki pri Naevianskih vratih; medtem ko je Valerij sam vodil vojake navzdol z celijskega griča. Past je bila uspešna in skupina Kluzijcev je bila pobita.
Obleganje se je nadaljevalo. Nato je z odobritvijo senata rimski mladenič po imenu[Gaius Mucius skrivaj vstopil v etruščanski tabor z namenom, da bi umoril Porseno. Ko pa se je Mucij približal kralju, ni mogel ločiti kralja od njegovega tajnika in je pomotoma ubil tajnika. Mucija so ujeli Etruščani in ga pripeljali pred Porseno. Odprto je izjavil svojo identiteto in svoj namen. Zagrozil je, da je bil le prvi od tristo rimskih mladeničev, ki bi poskusili takšno dejanje. Da bi pokazal odločnost Rimljanov, je Mucij potisnil svojo desno roko v enega od etruščanskih taboriščnih ognjev, s čimer si je prislužil in svojim potomcem cognomen Scaevola ("Levi"). Mucij je dobil tudi kmetijsko zemljo na desnem bregu Tibere, ki je kasneje postala znana kot Mucia Prata (Mucijski travniki). Porsena, šokiran nad pogumom mladeniča, ga je odpustil iz etruščanskega tabora, svobodnega, da se vrne v Rim.
Večina zgodovinskih virov pravi, da se je obleganje končalo z mirovno pogodbo.
Na tej točki je, po Livyju, Porsena poslal ambasadorje v Rim, da bi ponudil mir. Pogoji so bili dogovorjeni. Porsena je zahteval, da se prestol vrne Tarkviniju, vendar so Rimljani to zavrnili. Vendar so se Rimljani strinjali, da vrnejo Veientom ozemlja, ki so jim bila odvzeta v prejšnjih vojnah in rimski talci so bili dogovorjeni, da se dajo v zameno za umik etruščanske garnizije z Janikula.
Mir je bil dogovorjen in Porsena je vzel talce. Ena od talcev, mlada ženska po imenu Cloelia, je pobegnila iz etruščanskega tabora in odpeljala skupino rimskih devic. Porsena je zahteval, da se vrne in Rimljani so privolili. Ob njenem povratku pa ji je Porsena, impresioniran nad njenim pogumom dovolil, da izbere polovico preostalih talcev, ki naj bi bili osvobojeni. Izbrala je med talci mlade rimske fante, ki naj bi bili osvobojeni. Rimljani so Cloelio počastili z nenavadno častjo kipa na cesti Via Sacra, ki prikazuje Cloelio na konju – to je, kot eques.
Livy pripoveduje, da so se v njegovem času javne dražbe blaga v Rimu tradicionalno imenovale "prodaja blaga kralja Porsene" in da je to nekako povezano z vojno s Kluzijem. Livy zaključuje, da je najverjetneje zato, ker je Porsena, ko je zapustil Rim, pustil za seboj kot darilo za Rimljane svoje zaloge.
Livy tudi beleži, da se je po vojni več etruščanskih vojakov vrnilo v Rim, da bi poiskali zatočišče po vojni med Kluzijrm in Aricio in da je več Etruščanov ostalo v Rimu in dobili so območje za življenje, ki je postalo znano kot 'Vicus Tuscus.
Leta 507 pr. n. št. je Porsena ponovno poslal ambasadorje v rimski senat zahtevajoč vrnitev Tarkvinija na prestol. Legati so bili poslani nazaj k Porseni, da bi mu sporočili, da Rimljani nikoli ne bodo ponovno sprejeli Tarkvinija in da bi Porsena iz spoštovanja do Rimljanov prenehal zahtevati Tarkvinijevo ponovno sprejetje. Porsena se je strinjal, rekoč Tarkviniju, naj nadaljuje svoje izgnanstvo drugje kot v Kluziju. Porsena je Rimljanom vrnil tudi njihove talce in tudi ozemlja Veijev, ki so bila Rimu odvzeta s pogodbo.
Čeprav so antični Rimljani verjeli, da je bilo obleganje zgodovinski dogodek, ki se je zgodil, mnogi sodobni zgodovinarji[[Rimsko-etruščanske vojne]] menijo, da je bila vojna vsaj delno mitska.

## Vojna med Rimom in Sabinci v letih 505–504 pr. n. št.
V letih 505–504 pr. n. št. je potekala vojna med republikanskim Rimom in Sabinci. Čeprav Livy ne omenja vpletenosti Etruščanov, Fasti Triumphales beležijo, da je konzul Publius Valerius Poplicola maja 504 pr. n. št. praznoval triumf nad Sabinci in Veiji.

## Fabijanska vojna z Veiji v letih 483–476 pr. n. št.
V letih med 483 in 476 pr. n. št. so Veijci vodili vojno proti Rimu, pomagale so jim pomožne enote izmed Etruščanov. Na rimski strani so bili člani gens Fabia izrazito prisotni in to je postalo skoraj osebni boj te družine proti Veijem. Rim je bil v vojni uspešen.
Livy namiguje, da so Rimljani v prvem letu vojne posvečali malo pozornosti, saj je bila njihova lastna moč več kot zadostna in so bili moteni z notranjimi zadevami. Vendar je vojska Veijev vstopila na rimsko ozemlje naslednje leto 482 pr. n. št., in opustošila podeželje. Livy tudi pravi, da so Veijci grozili z obleganjem samega Rima naslednje leto, 481 pr. n. št., vendar je bilo poveljstvo rimskih sil dano konzulu Spurius Furius Medullinusu in v tistem letu se ni zgodilo nič pomembnega.
Leta 480 pr. n. št. je Rim raztrgal notranji konflikt med plebejci in patriciji, kar je spodbudilo Veijce, da so se podali na bojno polje v upanju, da bodo zlomili rimsko moč. Podpirale so jih čete iz drugih etruščanskih mest.
Konzula Marcus Fabius Vibulanus in Gnaeus Manlius Cincinnatus sta se zavedala nediscipliniranega vedenja vojakov v nedavni preteklosti in sta zadrževala svoje može pred bojem, dokler ponavljajoče se provokacije etruščanske konjenice niso naredile začetka spopada neizogibnega. Fabius je tiste vojake, ki so bili najbolj željni spopada s sovražnikom prisilil, da so prisegli, da se bodo vrnili zmagoviti, preden je dal ukaz za bitko. Ko se je boj začel, so se rimski poveljniki borili z veliko močjo, še posebej potem, ko je bil ubit Quintus Fabius Vibulanus (konzul 485 pr. n. št.), brat konzula. Manlius, ki je vodil nasprotno krilo vojske, je bil nevarno ranjen in prisiljen umakniti se iz bojne črte. Ko so se njegovi možje začeli umikati v neredu, je prispel Marcus Fabius, da bi preprečil njihov pokol in jih prepričal, da njihov vodja ni mrtev. Manlius se je lahko sam pojavil in pomiril vojake.
Etruščani so izkoristili premor v bojih za napad na rimski tabor, prebili so obrambo rezervistov. Vendar je novica o napadu dosegla konzula in Manlius je postavil svoje može okoli izhodov iz tabora ter obkolil Etruščane. Obupani, da bi pobegnili, so napadalci napadli konzulov položaj in potem ko je bil odbit rafal izstrelkov, je zadnji napad premagal Manlija, ki je bil smrtno ranjen. Rimske čete so spet začele paničariti, toda eden od častnikov padlega konzula je premaknil njegovo telo in Etrurcem očistil pot za pobeg, kar je Fabiju omogočilo, da jih je zdrobil, ko so bežali.
Čeprav je bila bitka velika zmaga za Fabija, je bila izguba brata in kolega hud udarec, zato je zavrnil čast triumfa, ki mu ga je ponudil senat.
Leta 479 pr. n. št. je bila vojna z Veiji dodeljena konzulu Titus Verginius Tricostus RutilusU, medtem ko se je njegov kolega Caeso Fabius Vibulanus  ukvarjal z vdorom plemena Ekvov. Verginij, preveč prenagljen, je bil skoraj odrezan skupaj s svojo vojsko in je bil rešen šele, ko je Fabij prispel s svojo vojsko po spopadu z Ekvi.
Istega leta so Fabiji nagovorili senat in predlagali, da bi njihova družina sama nosila finančno in vojaško breme vojne z Veiji. Senat se je strinjal z zahvalo, ljudje pa so poveličevali ime Fabijev. Naslednji dan so se Fabiji oborožili in v številu 306, vključno s konzulom, so korakali skozi Rim in skozi desno stran Carmentalskih vrat. Odpravili so se proti severu, postavili tabor pri Cremera in utrdili položaj.
Leta 478 pr. n. št. so Fabiji uspešno opustošili ozemlje Veientov. Veienti so zbrali vojsko Etrurcev in napadli fabijski položaj pri Cremeri. Rimska vojska pod vodstvom konzula Lucius Aemilius Mamercusa je prišla razbremeniti obleganje in napad rimske konjenice je povzročil umik veientske vojske, ki se je umaknila v Saxa Rubra in prosila za mir.
Leta 477 pr. n. št. so se sovražnosti obnovile in boji so se stopnjevali, z vpadi Fabijev na veientsko ozemlje in obratno. Veienti so zasnovali zasedo, ki je privedla do bitke pri Cremeri, najverjetneje 18. julija 477 pr. n. št., v kateri so bili Veienti zmagoviti in vsi Fabiji ubiti. Preživel je le Quintus Fabius Vibulanus, ker je bil premlad za vojno in je zato ostal v Rimu.
Ko je rimski senat slišal za hud poraz, je poslal konzula Titus Menenius Lanatusa z vojsko proti Veientom, vendar so bili Rimljani ponovno poraženi. Veienti so korakali na Rim in zasedli grič Janiculum. Rimski senat je poklical drugega konzula Gaius Horatius Pulvillusa iz odprave proti Volskom in zgodili sta se dve neodločeni bitki proti Veientom, prva blizu templja Spes blizu Praenestinskih vrat in druga pri Kolinskih vratih. Nato so se Veienti umaknili iz Rima in začeli pustošiti podeželje, dokler jih Rimljani niso porazili naslednje leto.

## Zavezništvo Veiji in Sabincev 475–474 pr. n. št.
Leta 475 pr. n. št. so Veienti in Sabinci začeli sovražnosti proti Rimu, le leto dni po porazu Veientov v prejšnji vojni.
Konzulu Publiju Valeriju Poplicoli je bilo dodeljeno vodenje vojne. Rimska vojska je bila okrepljena s pomožnimi enotami latinskih zaveznikov in Herniki.
Sabinska vojska je taborila zunaj obzidja Veiija. Rimska vojska je napadla sabinsko obrambo. Sabinci so se prebili iz svojega tabora, vendar so Rimljani prevladali v boju in zavzeli vrata sabinskega tabora. Sile ||veiji|Veijia]] so nato napadle iz mesta, vendar v nekem neredu in rimski konjeniški napad je razgnal Veiente, kar je Rimu prineslo splošno zmago.
Valerij je bil za zmago nagrajen s triumfom, ki ga je praznoval 1. maja.
Naslednje leto je bil konzul Gnaeus Manlius Vulso zadolžen za vojno, vendar ni prišlo do bojev, saj so Veienti prosili za mir, ki so ga Rimljani sprejeli. Ko so Veienti plačali davek v žitu in denarju, je bilo dogovorjeno štiridesetletno premirje. Manlij je bil kot rezultat nagrajen z ovacijo, ki jo je praznoval 15. marca.

## Bitka pri Veiju ok. 396 pr. n. št.
Bitka pri Veijih je bila zadnja bitka med Rimljani, ki jih je vodil Mark Furij Kamil, izvoljen za diktatorja in etruščanskim mestom Veiji. Veiji so se Rimljancem upirali v dolgi in nedoločeni vojni z zmagami in porazi na obeh straneh.
Rimljane je vodil Mark Furij Kamil, izvoljen za diktatorja (v Rimski republiki je bil to izredni general in ne tiran), potem ko je Rim utrpel poraze. Njihov nasprotnik, etruščansko mesto Veiji je bilo veliko mesto približno 16 km (10 milj) od Rima. Ko je Kamil prevzel poveljstvo, so bili Veiji oblegani, Veijci pa so že uničili veliko količino obleganega orožja, ki so ga pripravili Rimljani. Da bi prodrli v mesto, so Rimljani izkopali tunel skozi mehko tufa skalo, na kateri je bilo zgrajeno mesto.
Tit Livij opisuje prizor z Veijci, ki so se zatekli v svoje mesto, glavno rimsko silo, ki je taborila zunaj in drugo silo, ki naj bi napadla od znotraj skozi tunel. Ko je Kamil opravil avspicije, je izrekel naslednjo molitev:

Pitijski Apolon, voden in navdihnjen z tvojo voljo grem uničit mesto Veji, in deseti del njegovega plena posvečam tebi. Tudi tebe, kraljica Junona, ki zdaj prebivaš v Vejih, prosim, da bi nam po naši zmagi sledila v Mesto, ki je naše in ki bo kmalu tvoje, kjer te bo sprejel tempelj, vreden tvoje veličine.
Zanašajoč se na številčnostjo rimske vojske, je Kamil napadel mesto z vseh strani. Namen Kamilovega napada je bil odvrniti Veijce od rudnika, tako da bi prisilil njihove vojake, da branijo obzidje.
Veijci so se spraševali, "kaj se je zgodilo, da so Rimljani, potem ko se toliko dni niso premaknili iz svojih linij, zdaj brezglavo tekli k obzidju, kot da bi jih zajela nenadna blaznost".
Ko so nič hudega sluteči Veijci hiteli braniti svoje obzidje pred nenadnim napadom rimske vojske, so izbrani rimski vojaki izstopili iz vhoda v tunel znotraj Junoninega templja. Hitro so premagali Veijce in začeli splošen pokol. Ko se je boj umiril, je Kamil ukazal, naj se prizanese neoboroženim, ki so se začeli predajati, ko so vojaki zbirali plen.
Bogastvo je tako navdušilo Kamila, da je imel govor, med katerim se je obrnil in spotaknil, kar je bilo videti kot znamenje njegove kasnejše obsodbe in plenjenja Rima, ki je sledilo nekaj let kasneje po bitki pri Aliji.
Preživeli so bili zasužnjeni. Mesto so nato ponovno naselili Rimljani. To uničenje etruščanske trdnjave je utrdilo naraščajoči položaj Rima v osrednji Italiji.

## Boji pri Sutriumu, Nepeteju in blizu Tarviinija 389–386 pr. n. št.

### Antični zapisi
Leta 390 pr. n. št. je galska vojska najprej premagala rimsko vojsko v bitki pri Alliji in nato |oropala Rim. Starodavni pisci poročajo, da so leta 389 Etruščani, Volski in Ekvi vsi zbrali vojske v upanju, da bodo izkoristili ta udarec rimski moči. Po Liviju so se vodilni možje celotne Etrurije zbrali v svetišču Voltumne, da bi sklenili zavezništvo proti Rimu. Obkroženi z nevarnostmi z vseh strani so Rimljani imenovali Marka Furija Kamilja za diktatorja. Kamilj se je odločil najprej napasti Volske, pri čemer je, po Liviju, pustil silo pod poveljstvom konzularnega tribuna L. Aemiliusa Mamercinusa na veientskem ozemlju, da bi varovala pred Etruščani. V dveh kampanjah je Kamilj zadal uničujoče zmage proti Volskom in Ekvom in je bil zdaj pripravljen napasti Etruščane.
Livij in Plutarh in bolj na kratko Diodor Sicilski, pripovedujejo o bojih med Rimljani in Etruščani v zelo podobnih izrazih. Medtem ko je bil Kamilj na pohodu proti Volskom, so Etruščani oblegali Sutrium, rimskega zaveznika. Sutrini so poslali v Rim po pomoč in Kamilj, zdaj zmagovit proti Volskomm in Ekvom je odkorakal na njihovo pomoč, vendar so bili, preden je lahko prispela kakršna koli pomoč, prisiljeni v pogojno predajo, saj so jim dovolili oditi brez orožja in le z enim oblačilom. Istega dne, ko je srečal izgnane Sutrine, je Kamilj ukazal, naj se prtljaga pusti za seboj in je s svojo zdaj neobremenjeno vojsko odkorakal v Sutrium, kjer je našel sovražnika še vedno razpršenega in zaposlenega z ropanjem mesta. Kamilj je ukazal zapreti vsa vrata in napadel, preden so Etruščani lahko zbrali svoje sile. Zdaj ujeti Etruščani so se sprva nameravali boriti do konca, a ko so slišali, da jim bodo prizanesli življenja, so se v velikem številu predali. Sutrium je bil tako zavzet dvakrat istega dne. Livy podaja opis količine zajetega plena. Ko je zmagal v treh sočasnih vojnah, se je Kamilj v triumfu vrnil v Rim. Etruščanski ujetniki so bili javno prodani; potem ko je bilo zlato, dolgovano rimskim matronam, poplačano (prispevale so svoje zlato za odkup Rima od Galcev), je ostalo dovolj za tri zlate sklede z vgraviranim Kamiljevim imenom, ki so bile postavljene v [Tempelj kapitolskega Jupitra|templju Jupitra Optima Maxima]] pred nogami kipa boginje Junone.
Livij je naš edini pisni vir za naslednja leta. Piše, da je leta 388 rimska vojska vdrla na ozemlje Tarkvinija, kjer sta bili zavzeti mesti Cortuosa in Contenebra. Prvo je bilo presenečeno in je padlo ob prvem napadu. V Contenebri je majhna garnizija poskušala nuditi odpor, a je po nekaj dneh podlegla premočnim rimskim silam.
Leta 387 so se v Rimu širile govorice, da je Etrurija pod orožjem in Rimljani so se ponovno obrnili na Kamilija, ki je bil eden od šestih izvoljenih konzularnih tribunov za leto 386. Vendar pa je Kamilija zamotila novica, da so Volščani vdrli na ozemlje Pomptine. Medtem, ko je bil Kamilij zaseden, so Etruščani napadli obmejni trdnjavi Nepete in Sutrium. Vendar je Kamilij kmalu premagal Volščane; medtem je bila v Rimu zbrana druga vojska. Kamilij in njegov kolega Valerius Potitus Poplicola sta prevzela poveljstvo nad to drugo vojsko in vojno proti Etruščanom. Ko sta Kamilij in Valerij prispela v Sutrium, so Etruščani zavzeli polovico mesta, Sutrinci pa so obupno branili preostanek za uličnimi barikadami. Kamilij je svojo vojsko razdelil na dva dela in svojemu kolegu ukazal, naj napade obzidje na strani, ki jo je držal sovražnik. Napadeni tako znotraj kot zunaj mesta so Etruščani v paniki pobegnili in bili v velikem številu pobiti. Po ponovnem zavzetju Sutriuma je rimska vojska odkorakala v Nepete, ki se je do takrat predala Etruščanom po izdaji nekaterih meščanov. Kamilij je najprej poskušal prepričati Nepesince, naj izženejo Etruščane. Ko so zavrnili, je mesto zavzel z naskokom. Vsi Etruščani in tisti, ki so se postavili na njihovo stran, so bili pobiti, nameščena pa je bila rimska garnizija. Po tej zmagi ni poročil o nadaljnjih spopadih med Rimljani in Etruščani do leta 358, ko se je Rim ponovno spopadel s Tarkvinijem.

### Sodobne interpretacije
Viri pogosto omenjajo srečanja etruščanske lige v templju Voltumne. Liga je obstajala še v času Rimskega cesarstva, ko se je srečevala blizu mesta Volsinii; to je bilo morda tudi zbirališče v 4. stoletju. Vendar pa sodobni zgodovinarji menijo, da je bila etruščanska liga zgolj verska organizacija, posvečena praznovanju skupnih etruščanskih festivalov, nikoli pa ni bila vojaška zveza. Namesto tega se zdi, da rimski analitični zapisi in drugi viri opisujejo neenotno Etrurijo, razdeljeno na več rivalskih mestnih držav. Sklici na celotno Etrurijo, združeno proti Rimu, se zato štejejo za nezgodovinske. Prvotni rimski zapisi so morda navajali, da je prišlo do bojev proti "Etruščanom", ne da bi določili mesto. Kasnejši pisci so to nato razširili tako, da so vključili celotno Etrurijo, vključno z verjetnimi, a izmišljenimi, srečanji etruščanske lige.
Številne podobnosti med opisi kampanj iz let 389 in 386 – v obeh je Kamilij postavljen za poveljnika, premaga Volščane in pride na pomoč Sutriumu – so povzročile, da so nekateri sodobni avtorji te dogodke obravnavali kot podvojitve drug drugega. To je bilo stališče Karl Julius Belocha]], ki je menil, da je galsko plenjenje močno in dolgotrajno vplivalo na rimsko usodo. V skladu s tem morajo biti Kamilijeve osupljive zmage proti Etruščanom in Volščanom tako kmalu po tem izmišljotine, namenjene zmanjšanju obsega rimskega poraza. Različni kasnejši pisci so nato te izmišljene zmage obravnavali na različne načine, jih pripisovali različnim letom z različnimi naključnimi podrobnostmi, dokler se v Livijevih spisih ne pojavita kot ločena, a na koncu oba nezgodovinska dogodka.
Cornell (1995) verjame, da je bilo galsko plenjenje Rima nazadovanje, od katerega si je hitro opomogla in rimske zmage, ki so sledile, vidi kot nadaljevanje agresivne ekspanzionistične politike, ki se je začela v 420. letih. Poročila o teh zmagah so bila pretirana in dodelana, nekateri dogodki pa podvojeni, vendar v bistvu opisujejo zgodovinske dogodke, ki se ujemajo s to širšo sliko rimske ekspanzije. Čeprav je bila vloga Kamilusa pretirana, pogostost, s katero je zabeleženo, da je bil na položaju, priča o njegovem političnem pomenu v Rimu v tem obdobju.
Oakley (1997) meni, da so poročila o rimski zmagi proti Etruščanom leta 389 zgodovinska, čeprav so vsi detajli, razen golega dejstva, da je bil Sutrium uspešno rešen, verjetno izmišljeni. Razen vračila zlata matronam, bi Livijev opis Kamilusovega triumfa leta 389 lahko temeljil na verodostojnih informacijah, kar bi pomagalo potrditi boje leta 389. Prav tako verjame, da bi bila kampanja leta 386 lahko zgodovinska, čeprav z nekaterimi podrobnostmi, vzetimi iz leta 389. Velika zmaga Kamilusa v tem letu bi pojasnila, zakaj ni zabeleženih nadaljnjih bojev na rimski etruščanski meji do leta 358.
Forsythe (2005) zavzema bolj skeptičen pogled. Verjame, da je zgodovinski le obstoj treh zlatih posod, ki jih je Kamilus posvetil Junoni. Iz teh so starodavni pisci izumili vrsto bliskovitih zmag proti tradicionalnim sovražnikom Rima v času Kamilusa – tj. Etruščanom, Ekvijcem in Volščanom – in jih datirali v leto po galskem opustošenju, ko naj bi bil Rim obkrožen s sovražniki z vseh strani.
Livijevo poročilo o zavzetju Cortuose in Contenebre leta 388 je bilo sprejeto z veliko manj skepticizma kot kampanji leta 389 in 386. Nadaljnji zapisi o Cortuosi in Contenebri niso bili ohranjeni in njuni lokaciji sta danes neznani. Ker bi imeli starodavni pisci malo spodbude za izmišljanje zavzetja neznanih vasi, sodobni zgodovinarji po navadi menijo, da omemba sicer neznanih lokacij temelji na pristnih zapisih. Izkopavanja v sodobnem San Giovenale blizu Tarquinija so razkrila naselbino, ustanovljeno okoli leta 650 in uničeno v začetku 4. stoletja. Čeprav identitete San Giovenale kot starodavne Cortuose ali Contenebre ni mogoče potrditi, je še vedno smiselno pripisati njeno uničenje kampanji, ki jo je opisal Livij pod letom 388

## Vojna s Tarkvinijem, Falerijem in Caerejem 359–351 pr. n. št.
Kot običajno, Livij ponuja edino popolno pripoved o tej vojni. Deli njegovega poročila so potrjeni z Diodorjem in Fasti Triumphales.

### Antični zapisi
Livij piše, da je Rim leta 358 pr. n. št. napovedal vojno Tarkviniju, potem ko so sile iz tega mesta napadle rimsko ozemlje. Konzul Gaius Fabius Ambustu je bil dodeljen tej vojni. Vendar so Tarkvinijci premagali Fabija in žrtvovali 307 rimskih vojnih ujetnikov. Naslednje leto 357 je Rim napovedal vojno tudi Faliscom. Borili so se s Tarkvuinijci in niso hoteli izročiti rimskih dezerterjev, ki so po porazu pobegnili v Falerij, čeprav so Fetiali zahtevali njihovo predajo. Ta kampanja je bila dodeljena konzulu Gnej Manlij Kapitolin Imperiosu. Vendar ni dosegel ničesar pomembnega, razen da je sklical svojo vojsko v taboru blizu Sutrija na zbor in sprejel zakon o obdavčitvi osvoboditve sužnjev. Plebejski tribuni so zaskrbljeni zaradi precedensa, ki bi ga to lahko postavilo, določili, da je sklicanje zbora zunaj običajnega mesta kaznivo dejanje. Diodor Sicilski prav tako beleži vojno med Rimljani in Falisci, kjer se ni zgodilo nič pomembnega – le ropanje in plenjenje.
Po Liviju je leta 356 je konzul Marcus Fabius Ambustus poveljeval Rimljanom proti Fališčanom in Tarkvinijcem. Etrurska vojska je pripeljala duhovnike, ki so vihteli kače in bakle in sprva je ta prizor povzročil, da so rimski vojaki v paniki pobegnili nazaj v svoje utrdbe, vendar je konzul osramotil svoje može, da so nadaljevali boj. Etrurci so bili razkropljeni in njihov tabor zajet. To je povzročilo, da se je vsa Etrurija dvignila in pod vodstvom Tarkvinijcev in Fališčanov so se odpravili proti rimskim solinam. V tej izrednih razmerah so Rimljani imenovali Gaius Marcius Rutilusa za diktatorja, prvič, da je bil tako imenovan plebejec. Marcij je svoje čete prepeljal čez Tibero na splavih. Potem. ko je najprej ujel številne etrurske roparje, je v presenetljivem napadu zajel etrurski tabor in ujel 8.000 ujetnikov, ostali so bili bodisi ubiti bodisi pregnani z rimskega ozemlja. Ljudstvo Rima je Marciju podelilo triumf, vendar senat tega ni potrdil. To potrjujejo Fasti Triumphales, ki beležijo, da je C. Marcij Rutil, diktator, triumfiral nad Etruščani 6. maja. Po Diodorju Sicilskem so Etruščani plenili rimsko ozemlje, ropali so vse do Tibere, preden so se vrnili domov.
Po mnenju nekaterih piscev, ki jih je Livij preučil, je leta 355 konzul Gaj Sulpicij Petik opustošil ozemlje Tarkvinije, vendar so drugi menili, da je skupaj s svojim kolegom poveljeval proti Tiburtincem. Nato so leta 354 Rimljani prisilili Tarkvinijce k predaji, potem ko so jih veliko pobili v bitki. Vsi ujeti ujetniki so bili usmrčeni z mečem, razen 358 plemičev, ki so bili poslani v Rim, kjer so jih bičali in obglavili na Rimskem forumu kot povračilo za Rimljane, ki so jih Tarkvinijci sežgali leta 358. Po Diodoru je bilo na Forumu usmrčenih le 260 ljudi.
Livij je edini vir za zadnja leta vojne. Leta 353 so v Rim prispele govorice, da so se prebivalci Caere pridružili Tarkviniji v sočutju s svojimi etrurskimi rojaki. Te so bile potrjene, ko je konzul C. Sulpicij Petik, ki je pustošil po tarkvinijskem ozemlju, poročal, da so bile rimske soline napadene. Del plena je bil poslan v Caere in nedvomno so bili nekateri roparji možje iz Caere. V skladu s tem so Rimljani imenovali Titus Manlius Torquatusa (konzul 347 pr. n. št.) za diktatorja in napovedali vojno Caereju. Caeriti so zdaj grenko obžalovali svoja dejanja in poslali odposlance v Rim, da bi prosili za mir. Glede na njihovo staro prijateljstvo so Rimljani Caeritom podelili stoletno premirje. Rimljani so nato svojo pozornost usmerili na Fališčane, vendar na polju ni bilo najdenega sovražnika in rimska vojska se je vrnila domov, potem ko je opustošila fališčansko ozemlje, ne da bi poskušala napasti katero koli sovražno mesto.
Leta 352 so se zaradi govoric – kot se je izkazalo neutemeljenih – da je dvanajst etrurskih mest ustanovilo ligo proti Rimu, Rimljani odločili imenovati diktatorja. Gaj Julij Iul (diktator 352 pr. n. št.) je bil imenovan s strani konzulov, medtem ko so bili še v taboru, namesto v mestu, kot je bilo običajno. Leta 351, zadnje leto vojne, je konzul Titus Quinctius Pennus Capitolinus Crispinus vodil kampanjo proti Falerii in njegov kolega C. Sulpicius Peticus proti Tarkviniji. Bitke ni bilo, vendar so bili Fališčani in Tarkvinijci utrujeni od vojne, potem ko so bila njihova ozemlja opustošena leto za letom in so prosili za premirje. Rimljani so vsakemu mestu podelili štiridesetletno premirje.

### Sodobna interpretacija
Sodobni zgodovinarji sprejemajo splošni oris vojne kot zgodovinski, vendar je bila zgodovinskost mnogih posameznih dogodkov sporna. Livij, kot običajno, pripisuje agresijo rimskih sovražnikov kot vzrok vojne in v tem primeru je to morda res. Rim je bil takrat že vpleten v resno vojno proti Tiburju in napadajočim Galcem in vojaški cilji Tarkvinijev so bili agresivni: prevzeti nadzor nad spodnjim Tibrom od Rima. Caere se tukaj zdi precej podrejen Tarkvinijem. Falerii so bili morda motivirani z željo po ponovni pridobitvi ozemelj, izgubljenih Rimu približno štirideset let prej.
Nekateri učenjaki so žrtvovanje 307 rimskih ujetnikov videli kot drugo različico legendarne bitke pri Cremeri, kjer naj bi 306 mož iz rodbine Fabii padlo v bitki proti Etruščanom. Drugi so delali primerjave z upodobitvami gladiatorjev in ubijanjem ujetnikov v etruščanski umetnosti. Duhovniki, ki so vihteli kače in bakle, so lahko izmišljotina, lahko pa tudi odsev etruščanskega magičnega obreda, ki ga Livij in njegovi viri niso razumeli.
Medtem ko je Beloch zavrnil diktaturo Marcija Rutila, Oakley (1998) meni, da je malo verjetno, da bi bila prva plebejska diktatura izmišljena. Rimski zgodovinarji so očitno izumili veliko zgodnjih poročil o žrtvah, vendar se zdi, da so imeli dostop tudi do verodostojnih zapisov o ubitih in ujetih sovražnikih iz poznega 4. stoletja. Zato bi se lahko podatek o 8.000 ubitih Etruščanih leta 356 prav tako nanašal na sodobne zapise. Število žrtev je v vsakem primeru znano po nagnjenosti k pretiravanju tako s strani poveljnikov kot zgodovinarjev. Forsythe (2005) je to kampanjo predlagal kot kontekst za ustanovitev [Ostia Antica|Ostie]], rimskega pristanišča. Tradicionalna zgodovina pripisuje ustanovitev četrtemu rimskemu kralju Anku Marciju (tradicionalno vladal 640–616 pr. n. št.); vendar so najstarejše arheološke najdbe na najdišču datirane v sredino 4. stoletja. Zaščita obale in ustja Tibere pred tarkvinijskimi napadi bi zagotovila motiv za ustanovitev kolonije tukaj; kasnejši zgodovinarji bi nato lahko zamenjali diktatorja Marcija Rutila s kraljem Ankom Marcijem.
Bičanje, ki mu je sledilo obglavljenje, je bila običajna rimska praksa in ta podrobnost je morda le verjetna izmišljotina kasnejšega analista. Nekateri zgodovinarji verjamejo, da je Caere leta 353 postala civitas sine suffragio, vendar to teorijo zavrača Oakley (1998), ki meni, da se je to zgodilo šele leta 274/273. C. Julius Iullus, diktator iz leta 352, je sicer neznan. To in ustavne posebnosti njegovega imenovanja lahko potrjujejo zgodovinskost te diktature. Časovno omejena premirja niso bila v uporabi v pozni Rimski republiki; zato je malo verjetno, da bi bila izmišljena in zagotavljajo zanesljiv datum za konec te vojne. Kot običajno Livij prikazuje Rim kot zmagovalca, vendar se zdi, da je bil obseg bojev omejen, saj je vojno prevladovalo plenjenje in ni zapisov o napadenih mestih. Rim v tej fazi zagotovo še ni bil sposoben dominirati Etrurije.

### Bitki pri jezeru Vadimo
Jezero Vadimo je bilo prizorišče praktično zadnjih bitk med Etruščani in Rimljani v letih 310 in 283 pr. n. št., v obeh pa so bili Rimljani zmagoviti.

## Zaključek vojn

### Bitka pri Volterrae, 298 pr. n. št.
Pred letom 298 pr. n. št. je že izbruhnila vojna med Rimom in Etrurijo, ko so se Etruščani odločili napasti Rim v kombinaciji z nekaterimi galskimi zavezniki, ki so jih najeli. Načrtovani napad je bil kršitev prejšnje pogodbe z Rimom. Gali so prelomili obljubo in Etruščani so se znašli pred rimsko vojsko pod konzulom Titom Manlijem, ki pa je umrl po padcu s konja med prikazom jahanja. Na volitvah za njegovo zamenjavo je bil za konzula izvoljen Mark Valerij Korv. Pridružil se je vojski v Etruriji in začel pustošiti po deželi v upanju, da bo Etruščane izzval v bitko, kar so ti zavrnili.
Leta 298 pr. n. št. sta Apij Klavdij, ki mu je sledil Publij Sulpicij, postala interregesa iz neznanih razlogov. Sulpicij je razpisal volitve, na katerih sta bila za konzula izvoljena Barbatus in Gnej Fulvij Maksim Centumat. Lukanci so spregovorili pred senatom in povedali, da Samniti pustošijo po njihovi deželi ter prosili za zaščito Rima v zameno za pogodbo in talce. Senat je po nekaj trenutkih razmisleka privolil in poslal glasnike, da Samnitom sporočijo, naj se umaknejo. Ko so naleteli na samnitsko vojsko, so jim povedali, da če bodo govorili v Samniju, ne bodo nikoli živi odšli od tam; posledično je senat napovedal vojno Samniju. Pri žrebanju, kateri konzul bo prevzel katero vojno, je Barbatus dobil poveljstvo nad vojsko v Etruriji, medtem ko je Centumat prevzel začetno kampanjo v tretji samnitski vojni.
Etruščani so takoj napadli pred Volterro. Celodnevna bitka ni prinesla zmage, ponoči pa so se Etruščani umaknili v svoja utrjena mesta in prepustili svoj tabor in opremo Rimljanom. Barbatus je utaboril svojo vojsko na etrurski meji in z lahko oboroženo silo pustošil po podeželju.

### Zadnje bitke
Vulci je bil dovolj močan, da se je upiral še naprej, dokler jih Tiberij Korunkanij ni premagal leta 280 pr. n. št.
Rim je bil končni zmagovalec v vojnah in zadnji etruščanski upor je bil zadušen leta 264 pr. n. št., ko je bil Volsinii uničen po uporu sužnjev. Etruščani so bili asimilirani v rimsko kulturo in Rim je postal ena od sredozemskih velesil med Grki in Kartažani, čeprav je etruščanski jezik preživel še 300 let (do zgodnjega prvega stoletja našega štetja).
Glej tudi:
- Rimska ekspanzija v Italiji

## Notes
1. ↑  V tekstualni kritiki je podvojitev izraz, ki se uporablja, ko dva različna pripovedna opisa opisujeta isti dejanski dogodek. To se lahko zgodi, ko pisec, soočen z nasprotujočimi si dokazi, napačno sklepa, da njegovi viri opisujejo različne dogodke, namesto različnih opisov istega dogodka.